# Saison 1991-1992 du Stade Malherbe Caen
Maillots
Chronologie
Saison précédente Saison suivante
En 1991-1992, le Stade Malherbe Caen évolue en première division pour la quatrième saison consécutive. 
Renforcé par Xavier Gravelaine, Stéphane Paille et Willy Görter, le Stade Malherbe réalise la plus belle saison de son histoire, en terminant à la cinquième place de Division 1, ce qui lui permet de se qualifier pour la Coupe de l'UEFA. En Coupe de France, le match Caen-Lens marque les esprits en offrant un spectacle offensif d'une rare intensité (5-4 après prolongations). Mais l'aventure se termine en quarts de finale face à l'OM. 
Le club frôle pourtant la faillite à l'automne 1991, alors qu'est dévoilé un déficit de plus de 30 millions de francs. Les recrutements des années précédentes (Piet Den Boer, Jesper Olsen...) ont coûté cher et n'ont pas été compensés par la revente de Fabrice Divert comme cela était prévu. Le Stade Malherbe n'est sauvé que grâce à la participation exceptionnelle des collectivités et des entreprises locales, menées par Guy Chambily, qui prend les rênes du club à la place de Jean-Jacques Fiolet.

## Transferts

### Arrivées
| Nom                        | Poste             | Nationalité sportive | Transfert   | Provenance          |
| -------------------------- | ----------------- | -------------------- | ----------- | ------------------- |
| Willy Görter               | milieu de terrain | Pays-Bas             | Transfert   | FC Lugano ( Suisse) |
| Xavier Gravelaine          | attaquant         | France               | Transfert   | Stade lavallois     |
| Olivier Pickeu             | attaquant         | France               | Retour prêt | Tours FC            |
| Philippe Montanier         | gardien de but    | France               | Transfert   | FC Nantes           |
| Emmanuel Rival             | milieu de terrain | France               | Transfert   | INF Vichy           |
| Vinicius De Olivera Rubens | attaquant         | Brésil               | Transfert   | Brésil              |

### Départs
| Nom               | Poste             | Nationalité sportive | Transfert | Destination           |
| ----------------- | ----------------- | -------------------- | --------- | --------------------- |
| Fabrice Divert    | attaquant         | France               | Transfert | Montpellier HSC       |
| Sergio Panzardo   | défenseur         | Uruguay              | Transfert | Peñarol ( Uruguay)    |
| Rudi Garcia       | attaquant         | France               | Transfert | FC Martigues          |
| Graham Rix        | milieu de terrain | Angleterre           | Transfert | Le Havre AC           |
| François Lemasson | gardien de but    | France               | Transfert | Montpellier HSC       |
| Piet den Boer     | défenseur         | Pays-Bas             | Transfert | FC Tielen ( Belgique) |

## Effectif

### Joueurs utilisés
| Joueur             | D1     | D1   |
| Joueur             | Matchs | Buts |
| ------------------ | ------ | ---- |
| Philippe Montanier | 31     | 0    |
| Frédéric Petereyns | 7      | 0    |

| Joueur             | D1 | D1 |
| Joueur             | M  | B  |
| ------------------ | -- | -- |
| Yvan Lebourgeois   | 38 | 1  |
| Franck Dumas       | 36 | 2  |
| Joël Germain       | 36 | 1  |
| Hippolyte Dangbeto | 35 | 1  |
| Hubert Fournier    | 19 | 0  |
| Christophe Point   | 9  | 0  |

| Joueur          | D1 | D1 |
| Joueur          | M  | B  |
| --------------- | -- | -- |
| Benoît Cauet    | 37 | 3  |
| Michel Rio      | 37 | 8  |
| Willy Görter    | 36 | 4  |
| Jesper Olsen    | 23 | 0  |
| Philippe Avenet | 17 | 1  |
| Emmanuel Rival  | 10 | 0  |
| Fabien Debotté  | 6  | 0  |

| Joueur                     | D1 | D1 |
| Joueur                     | M  | B  |
| -------------------------- | -- | -- |
| Stéphane Paille            | 38 | 14 |
| Xavier Gravelaine          | 34 | 6  |
| Olivier Pickeu             | 27 | 4  |
| Didier Thimothée           | 4  | 1  |
| Vinicius De Olivera Rubens | 1  | 0  |

## Les rencontres de la saison

### Championnat de Division 1
| Date                       | Journée | Adversaire             | Lieu | Score | Buteurs SMC                   | Class. | Public |
| -------------------------- | ------- | ---------------------- | ---- | ----- | ----------------------------- | ------ | ------ |
| Samedi 20 juillet 1991     | J01     | Toulouse FC            | Ext. | 0 - 0 |                               | 13e    | 7 897  |
| Samedi 27 juillet 1991     | J02     | AS Saint-Étienne       | Dom. | 1 - 0 | Paille                        | 5e     | 9 983  |
| Mercredi 31 juillet 1991   | J03     | RC Lens                | Ext. | 0 - 0 |                               | 8e     | 17 215 |
| Samedi 3 août 1991         | J04     | AJ Auxerre             | Dom. | 1 - 0 | Paille                        | 5e     | 8 787  |
| Samedi 10 août 1991        | J05     | FC Nantes              | Ext. | 2 - 1 | Avenet                        | 10e    | 11 892 |
| Dimanche 18 août 1991      | J06     | Olympique de Marseille | Dom. | 1 - 3 | Pickeu                        | 12e    | 10 707 |
| Samedi 24 août 1991        | J07     | Olympique lyonnais     | Ext. | 2 - 2 | Gorter, Pickeu                | 11e    | 16 656 |
| Mercredi 28 août 1991      | J08     | Le Havre AC            | Dom. | 2 - 1 | Rio, Paille                   | 9e     | 10 821 |
| Samedi 7 septembre 1991    | J09     | Montpellier HSC        | Ext. | 3 - 1 | Gorter                        | 10e    | 9 221  |
| Samedi 14 septembre 1991   | J10     | AS Nancy-Lorraine      | Dom. | 5 - 1 | Paille (4), Pickeu            | 7e     | 7 392  |
| Dimanche 22 septembre 1991 | J11     | AS Cannes              | Ext. | 2 - 0 |                               | 9e     | 3 366  |
| Jeudi 26 septembre 1991    | J12     | AS Monaco              | Dom. | 1 - 0 | Gravelaine                    | 7e     | 8 256  |
| Samedi 5 octobre 1991      | J13     | Stade rennais          | Ext. | 1 - 0 |                               | 10e    | 9 267  |
| Samedi 19 octobre 1991     | J14     | Paris SG               | Dom. | 2 - 0 | Gravelaine, Pickeu            | 8e     | 9 678  |
| Samedi 26 octobre 1991     | J15     | Lille OSC              | Ext. | 1 - 2 | Dangbeto, Cauet               | 5e     | 5 856  |
| Samedi 2 novembre 1991     | J16     | Sporting Toulon Var    | Dom. | 4 - 1 | Rio, Gorter, Paille, Thimotée | 4e     | 7 513  |
| Samedi 9 novembre 1991     | J17     | FC Metz                | Dom. | 1 - 0 | Paille                        | 4e     | 9 160  |
| Samedi 16 novembre 1991    | J18     | Nîmes Olympique        | Ext. | 0 - 1 |                               | 3e     | 9 657  |
| Samedi 23 novembre 1991    | J19     | FC Sochaux             | Dom. | 1 - 1 | Paille                        | 3e     | 8 559  |
| Dimanche 1er décembre 1991 | J20     | AS Saint-Étienne       | Ext. | 1 - 1 | Rio                           | 3e     | 12 000 |
| Vendredi 6 décembre 1991   | J21     | RC Lens                | Dom. | 2 - 0 | Cauet, Lebourgeois            | 3e     | 5 511  |
| Samedi 14 décembre 1991    | J22     | AJ Auxerre             | Ext. | 5 - 1 | Rio                           | 4e     | 6 000  |
| Mercredi 18 décembre 1991  | J23     | FC Nantes              | Dom. | 1 - 1 | Gravelaine                    | 4e     | 8 103  |
| Samedi 21 décembre 1991    | J24     | Olympique de Marseille | Ext. | 5 - 0 |                               | 5e     | 22 000 |
| Samedi 18 janvier 1992     | J25     | Olympique lyonnais     | Dom. | 1 - 0 | Gravelaine                    | 5e     | 6 648  |
| Vendredi 24 janvier 1992   | J26     | Le Havre AC            | Ext. | 0 - 1 | Rio                           | 3e     | 9 075  |
| Samedi 1er février 1992    | J27     | Montpellier HSC        | Dom. | 0 - 0 |                               | 4e     | 6 800  |
| Samedi 8 février 1992      | J28     | AS Nancy-Lorraine      | Ext. | 3 - 0 |                               | 7e     | 6 756  |
| Samedi 15 février 1992     | J29     | AS Cannes              | Dom. | 3 - 1 | Rio (2), Paille               | 5e     | 6 085  |
| Vendredi 28 février 1992   | J30     | AS Monaco              | Ext. | 2 - 1 | Paille                        | 6e     | 3 500  |
| Samedi 7 mars 1992         | J31     | Stade rennais          | Dom. | 0 - 0 |                               | 5e     | 7 592  |
| Jeudi 19 mars 1992         | J32     | Paris SG               | Ext. | 3 - 1 | Dumas                         | 7e     | 25 000 |
| Samedi 28 mars 1992        | J33     | Lille OSC              | Dom. | 3 - 3 | Paille (2); Gravelaine        | 6e     | 6 388  |
| Samedi 4 avril 1992        | J34     | Sporting Toulon Var    | Ext. | 0 - 0 |                               | 6e     | 4 000  |
| Samedi 11 avril 1992       | J35     | FC Metz                | Ext. | 1 - 2 | Germain, Rio                  | 6e     | 6 481  |
| Samedi 18 avril 1992       | J36     | Nîmes Olympique        | Dom. | 2 - 0 | Dumas, Gravelaine             | 4e     | 7 246  |
| Samedi 25 avril 1992       | J37     | FC Sochaux             | Ext. | 2 - 0 |                               | 5e     | 5 000  |
| Vendredi 1er mai 1992      | J38     | Toulouse FC            | Dom. | 1 - 0 | Cauet                         | 5e     | 10 653 |

### Coupe de France
| Date                     | Tour          | Adversaire             | Lieu | Score             | Buteurs SMC                              | Public |
| ------------------------ | ------------- | ---------------------- | ---- | ----------------- | ---------------------------------------- | ------ |
| Dimanche 23 février 1992 | 32e de finale | Pont-l'Abbé (DH)       | Ext. | 0 - 2             | Paille, Gravelaine                       | 6 076  |
| Samedi 14 mars 1992      | 16e de finale | RC Lens                | Dom. | 5 - 4 (a.p.)      | Gorter (2), Dangbeto, Gravelaine, Pickeu | 4 813  |
| Mercredi 8 avril 1992    | 8e de finale  | Pau FC (D3)            | Ext. | 0 - 0 (3 - 5 tab) |                                          | 11 973 |
| Mercredi 22 avril 1992   | 1/4 de finale | Olympique de Marseille | Dom. | 1 - 3             | Dangbeto                                 | 11 568 |